# Itodacne major
Itodacne major är en skalbaggsart som beskrevs av Sharp 1908. Itodacne major ingår i släktet Itodacne och familjen knäppare. Inga underarter finns listade i Catalogue of Life.